# Mistrzostwa Afryki U-19 w Piłce Ręcznej Kobiet 1990
Mistrzostwa Afryki U-19 w Piłce Ręcznej Kobiet 1990 – szóste mistrzostwa Afryki U-19 w piłce ręcznej kobiet, oficjalny międzynarodowy turniej piłki ręcznej o randze mistrzostw kontynentu organizowany przez CAHB mający na celu wyłonienie najlepszej złożonej z zawodników do lat dziewiętnastu żeńskiej reprezentacji narodowej w Afryce. Odbył się wraz z mistrzostwami U-20 mężczyzn w dniach 14–28 grudnia 1990 roku w Kairze. Tytułu zdobytego w 1988 roku broniła reprezentacja Nigerii. Mistrzostwa były jednocześnie eliminacjami do MŚ 1991.

## Klasyfikacja końcowa
| Miejsce | Reprezentacja | Uwagi          |
| ------- | ------------- | -------------- |
| złoto   | Nigeria U-19  | awans: MŚ 1991 |
| srebro  | Angola U-19   | –              |
| brąz    | Algieria U-19 | –              |
| 4       | Egipt U-19    | –              |